# 普羅菲茨敦鎮區 (伊利諾伊州懷特塞德縣)
普羅菲茨敦鎮區（英語：Prophetstown Township）是位於美國伊利諾伊州懷特塞德縣的一個行政鎮區。

## 地方資料
根據2010年美國人口普查的數據，普羅菲茨敦鎮區的面積為125.50平方千米，當中陸地面積為124.20平方千米，而水域面積為1.30平方千米。當地共有人口409人，而人口密度為每平方千米3.26人。